# راس بجرة (المفلحي)

تعديل مصدري - تعديل

راس بجرة هي إحدى قرى عزلة المفلحي بمديرية المفلحي التابعة لمحافظة لحج، بلغ تعداد سكانها 90 نسمة حسب تعداد اليمن لعام 2004.